# Gli Aristocratici
Gli Aristocratici ("Aristokrati") je talijanska serija stripova koju su 1973. stvorili Alfredo Castelli i Ferdinando Tacconi.

## Pozadina
Strip je prvi put objavljen 1973. u strip časopisu Il Corriere dei Ragazzi. Sadrži skupinu gospode lopova koji novac od svojih krađa doniraju u dobrotvorne svrhe. Tijekom svojih priča susreli su se i s poznatim književnim i kinematografskim likovima poput Sherlocka Holmesa, Jamesa Bonda ili inspektora Clouseaua.
Serija je postigla umjereni uspjeh u Italiji, a prevedena je u 18 stranih zemalja. Godine 1983. proizvela je spin-off Agente Allen u izdanju Il Giornalino. Gli Aristocratici također su se pojavili kao sporedni likovi u brojnim pričama Martina Mystèrea.

## Likovi
Glavni likovi u stripu su:
- Earl, britanski gospodin i ujedno vođa grupe,
- Moose, irski moćnik,
- Alvaro, talijanski šarmer i također majstor sefova,
- Fritz, njemački izumitelj,
- Jean, nećakinja grofa
- Michael Allen, koji radi u Scotland Yardu i koji ponekad pokušava uhvatiti aristokrate i koji ponekad treba njihovu pomoć. Zaljubljen u Jean.